# Болсунова Віра Вікторівна
Віра Вікторівна Болсунова (нар. 21 грудня 1877, Поріччя — пом. 31 жовтня 1946, Київ) — українська радянська майстриня художнього ткацтва і вишивки, майстер народної творчості УРСР з 1936 року. Мати селекціонера-генетика рослин Ігоря Болсунова.

## Біографія
Народилася 21 грудня 1877 року в місті Поріччі (тепер Демидов, Смоленська область, Росія). Протягом 1894–1897 років навчалася у Київській рисувальній школі Миколи Мурашка; протягом 1909–1911 років — на курсах художньої ручної праці Курдюмових у Києві.
Протягом 1911–1919 років працювала художником-інструктором Полтавського земства; протягом 1919–1930 років — Решетилівської ткацької, вишивальної і килимарної майстерні та Абазівської вишивальної майстерні; протягом 1931–1932 років — Клембівської артілі «Жіноча праця». У 1930–1931 роках організувала художньо-кустарні промисли на Херсонщині та в Криму. З 1932 року — в Києві, художник-інструктор «Текстильхудожекспорту», згодом «Укрхудожпромспілки».
Одночасно з роботою протягом 1914—1922 років викладала у навчальних закладах Полтави, у 1926–1928 роках — Решетилівки і у 1931–1932 роках — Клембівки.
Померла в Києві 31 жовтня 1946 року.

## Творчість
За ескізами майстрині виготовляли речі домашнього вжитку й костюми в українському стилі — ткані вироби, вишиті рушники, скатерті.
Роботи вишивальниці експонувалися на:
- 2-й Всеросійській кустарній виставці у Санкт-Петербурзі (1913; срібна медаль);
- всесвітніх виставках у Парижі (1937), Нью-Йорку (1939), Берліні (1939).

Твори зберігаються у Полтавському художньому музеї.